# Dissidia Final Fantasy NT
Dissidia Final Fantasy NT (ディシディア ファイナルファンタジー?, Dishidia Fainaru Fantajī NT) è un videogioco arcade picchiaduro sviluppato dal Team Ninja di Koei Tecmo e pubblicato dalla Square Enix il 26 novembre 2015 per il solo mercato giapponese.
Nell'estate 2017 è stata annunciata una versione per PlayStation 4 con il titolo Dissidia Final Fantasy NT, distribuita globalmente a partire dal gennaio 2018, e su Steam dal 12 marzo 2019 in versione free-to-play.

## Sinopsi
La modalità storia è incentrata sul conflitto (da qui il nome Dissidia) tra la dea Materia e il dio Spiritus.

## Modalità di gioco
Il gameplay di Dissidia Final Fantasy NT è stato ricreato da zero, aggiungendo anche l'opzione di squadra tre contro tre. Il numero di personaggi è superiore a 35, includendo diversi personaggi già presenti nella serie FF, come Cloud Strife e Lightning, e aggiungendone di nuovi, come Y’Shtola di Final Fantasy XIV.

## Personaggi

I personaggi nell'edizione Free per PlayStation 4

Come nei precedenti titoli, i personaggi giocabili fanno tutti parte della serie Final Fantasy, inizialmente la versione arcade ha avuto 14 lottatori, altri sono stati aggiunti nelle successive versioni e DLC:
Final Fantasy
- Guerriero della Luce[2]; Garland[3]

Final Fantasy II
- Firion; L'Imperatore

Final Fantasy III
- Cavalier Cipolla; Nube Oscura

Final Fantasy IV
- Cecil Harvey; Kain Highwind; Golbez

Final Fantasy V
- Bartz Klauser; Exdeath

Final Fantasy VI
- Terra Branford; Kefka Palazzo; Locke Cole

Final Fantasy VII
- Cloud Strife; Sephiroth; Tifa Lockhart

Final Fantasy VIII
- Squall Leonhart; Artemisia; Rinoa Heartilly

Final Fantasy IX
- Gidan Tribal; Kuja

Final Fantasy X
- Tidus; Jecht; Yuna

Final Fantasy XI
- Shantotto; Kam'lanaut

Final Fantasy XII
- Vaan; Gabranth; Vayne Carudas Solidor

Final Fantasy XIII
- Lightning Farron; Snow Villiers

Final Fantasy XIV
- Y'shtola; Zenos yae Galvus

Final Fantasy XV
- Noctis Lucis Caelum; Ardyn Izunia

Final Fantasy Tactics
- Ramza Beouvle

Final Fantasy Type-0
- Ace[4]

## Sviluppo
Il videogioco è stato annunciato al Japan Amusement Expo (JAEPO) svoltosi a Chiba il 14 febbraio 2015. Il 10 aprile 2015, il presidente della Sony Computer Entertainment Atsushi Morita ha rivelato che il titolo utilizza un'architettura basata su quella della PlayStation 4. L'idea iniziale è quella di distribuire il videogioco per arcade per poi sviluppare una versione per PlayStation 4, che viene successivamente annunciata nell'estate 2017 durante un livestream internazionale della Square Enix.

## Accoglienza
| Testata                          | Giudizio |
| -------------------------------- | -------- |
| Metacritic (media al 30/04/2018) | 67/100   |
| IGN.it                           | 85/100   |
| Everyeye.it                      | 80/100   |
| Multiplayer.it                   | 75/100   |
| Destructoid                      | 70/100   |
| Edge                             | 50/100   |
| Electronic Gaming Monthly        | 70/100   |
| Famitsū                          | 35/40    |
| Game Informer                    | 60/100   |
| GameSpot                         | 50/100   |

La versione arcade originale, chiamata Dissidia Final Fantasy, ha venduto oltre 3000 cabinati arcade e ha generato forti entrate in Giappone durante l'anno fiscale 2015. Il gioco è stato incluso all'evento Evo 2017 eSports.

### Vendite
La versione per PlayStation 4, Dissidia Final Fantasy NT, ha venduto 105 667 copie nella sua prima settimana in vendita in Giappone, diventando così il gioco più venduto della settimana nel paese. Ha venduto 134 100 unità in Giappone entro il 28 gennaio 2018. Il gioco è stato ben accolto da Famitsū sul numero 1521, con un punteggio di 9/9/9/8, ma ha ricevuto recensioni contrastanti al di fuori del Giappone: ha infatti ricevuto elogi per il suo innovativo sistema di combattimento tre contro tre e il fanservice, ma ha ricevuto critiche per la sua interfaccia utente, il matchmaking online e la mancanza di contenuti.
Nella presentazione dei risultati del terzo trimestre 2018 della società, Square Enix ha dichiarato che le vendite del gioco erano inferiori alle aspettative, aggiungendo che speravano che le future promozioni potessero favorire il gioco, insieme a nuovi aggiornamenti e contenuti aggiuntivi.

### Premi
Il gioco è stato nominato per "Miglior design dei costumi" ai National Academy of Video Game Trade Reviewers Awards.